# Turrell Wylie
Turrell Verl Wylie (Durango, 20 augustus 1927 – Seattle, 25 augustus 1984) was een Amerikaans hoogleraar Tibetaans aan de Universiteit van Washington in Seattle.

## Biografie
Wylie ontwikkelde het romanisatieschrift dat naar hem is genoemd. Hij beschreef dit systeem in A Standard System of Tibetan Transcription uit 1959. Dit Wylie, dat de uitspraak in het Latijns alfabet weergeeft, is in het Westen mogelijk de belangrijkste romanisatiewijze van het Tibetaans.
Aan de Universiteit van Washington bekleedde hij als eerste de leerstoel van de faculteit voor Aziatische talen en literatuur. Hij begon er met een Tibetaans studieprogramma dat het eerste in zijn soort was in de Verenigde Staten.
In 1960 nodigde hij Jigdal Dagchen Sakya, een van de leidende geestelijken uit de sakyatraditie, uit naar Seattle te komen, die zich daar samen met zijn leraar Dezhung Rinpoche vestigde.